# Astrotylus astrotylus
Astrotylus astrotylus är en svampdjursart som beskrevs av Plotkin och Janussen 2007. Astrotylus astrotylus ingår i släktet Astrotylus och familjen Polymastiidae. Inga underarter finns listade i Catalogue of Life.